# 黃可柔
黃可柔（約1996年—），香港粵劇女演員（生角）。

## 演藝經歷
黃可柔童年居於東涌，常於侯王誕、天后誕時隨家人到區內戲棚觀看神功戲，從而對粵劇產生興趣，但家人並不同意她學習粵劇。直至中四時獲准到曲藝社學習粵劇，升讀大學時她選擇修讀香港演藝學院戲曲學院（榮譽）學士學位課程，主修粵劇表演，專工生角，並以優異成績畢業。小學、中學期間她亦學習中西樂器演奏，考獲英國皇家音樂學院鋼琴八級資格、全國民族樂器演奏藝術水平的竹笛九級及葫蘆絲九級資格，並獲得學界演奏獎項。
畢業不久，2019年西九文化區戲曲中心開始運作後，她成為長期項目茶館劇場的合約演員之一。

## 粵劇演出
| 年份 | 劇團/團體            | 劇目               | 角色     | 備註/來源        |
| ---- | -------------------- | ------------------ | -------- | ---------------- |
| 2016 | 香港演藝學院         | 《平貴別窰》       | 薛平貴   | 學士三年級作品   |
| 2018 | 香港演藝學院         | 《斬經堂》         | 吳漢     | 學士畢業作       |
| 2019 | 碧海粵劇團、青年廣場 | 《智破白骨洞》     | 唐僧     | [ 6 ]            |
| 2021 | 香港八和會館         | 《三看御妹劉金定》 | 封加進   | 粵劇新秀演出系列 |
| 2022 | 香港八和會館         | 《活命金牌》       | 華英太子 | 粵劇新秀演出系列 |
| 2023 | 大鳳凰粵劇團         | 《魅影心聲》       |          | [ 4 ]            |
| 2023 | 香港八和會館         | 《李娃傳》         | 鄭玄和   | 粵劇新秀演出系列 |
| 2024 | 香港八和會館         | 《雙珠鳳》         | 丁瀚常   | 粵劇新秀演出系列 |

## 其他演出
- 香港電台第五台深夜節目《越夜粵精彩》主持（之一）[7]
- 中英劇團舞台劇《初見》（於劇中演出粵劇《帝女花》之《香夭》）[2][5]
- 第十六屆鮮浪潮國際短片節參展短片《紅伶宴》[8][4]
- 香港廉政公署反貪宣傳短片《粵權》[4]
- 香港金融管理局「新鈔票系列的設計主題」宣傳短片（粵劇主題部分）[4]
- 香港廉政公署反貪宣傳動畫《伏魔要在變身後》（神獸「小白」配音員）[9][5]
- ViuTV劇集《打天下2》（2024年）飾 文承風（年青時期）

## 外部連結
- 黃可柔的Instagram帳戶
- 香港戲曲年鑑 2011.演員／演唱者.黃可柔
- 香港戲曲年鑑 2012.演員／演唱者 （页面存档备份，存于）.黃可柔
- 香港戲曲年鑑 2013.演員／演唱者 （页面存档备份，存于）.黃可柔
- 香港戲曲年鑑 2014.演員／演唱者 （页面存档备份，存于）.黃可柔
- 香港戲曲年鑑 2015.演員／演唱者 （页面存档备份，存于）.黃可柔
- 香港戲曲年鑑 2016.演員／演唱者 （页面存档备份，存于）.黃可柔